# محمد الشحري
محمد الشحري، كاتب ومؤلف عماني ولد في جبال ظفار عام 1979. تخرج في كلية التربية في صلالة سنة 2002 بشهادة البكالوريوس في التربية تخصص دراسات حياتية بيئية، هو عضو الجمعية العمانية للفنون التشكيلية (تصوير ضوئي) وعضو فريق التراث غير المادي في سلطنة عمان.

## السيرة الذاتية
ولد الكاتب والمؤلف محمد بن مستهيل بن سعيد الشحري في جبال ظفار عام 1979، و عاش وترعرع في بيئة جبلية يمتهن أهلها رعي الإبل والترحال، وفي سن السادسة تعلم اللغة العربية في مدرسة صوب إحدى القرى التابعة لولاية سدح، وكان يتحدث لغته الأم وهي اللغة الشحرية إحدى اللغات السامية الجنوبية القديمة. تخرج في كلية التربية في صلالة سنة 2002 بشهادة البكالوريوس في التربية تخصص دراسات حياتية بيئية. عمل معلمًا لمادة المهارات الحياتية في مدارس صلالة لمدة 3 سنوات، ثم انتقل إلى تونس وأقام فيها 3 سنوات لدارسة الماجستير في العلوم الثقافية في المعهد العالي للتنشيط الشبابي والثقافي في بئر الباي سنة 2008، وعمل بعدها مساعد باحث في مشروع الموسوعة العمانية، ثم عاد إلى صلالة. عضو الجمعية العمانية للفنون التشكيلية (تصوير ضوئي)، وعضو فريق التراث غير المادي بسلطنة عمان. نشر مقالات وقصص في ملحق (شرفات الثقافي) بجريدة (عُمان)، وصحيفة (القدس العربي)، وجريدة (الشعب) التونسية، وملحق (فسيفساء الثقافي)، وغيرها من الصحف
. شارك في ملتقى الإبداع الثقافي العماني،النادي الثقافي مسقط في ديسمبر عام 2003، و شارك بورقة عمل عن “الكتّاب والمثقفين العرب وعلاقتهم بالحركة الثقافية التونسية” في ندوة “تونس ملتقى الثقافات والآداب” في ديسمبر عام 2007، بالإضافة إلى المعارض السنوية للتصوير الضوئي بالجمعية العمانية للفنون التشكيلية بمسقط أعوام (2003-2004- 2005-2008) و ورقة عمل عن “اللغات الظفارية وعلاقتها باللغات البربرية” في ندوة حول “سكان شمال أفريقيا” بليبيا في أبريل عام 2009.

## أعمال المؤلف[4]
- الأحقافي الأخير، 2021.
- موشكا، 2015.
- الطرف المرتحل، 2013.
- بذور البوار، 2010.
- الأحقافي الأخير، 2020
- اسمه الأسمر، 2025

## الجوائز[1]
- الجائزة الأولى في القصة القصيرة بكلية التربية بصلالة لعام 2001.
- الجائزة الثانية في التصوير الضوئي في الأسبوع الثقافي الثالث لكليات التربية بصلالة في أبريل عام 2002.
- جائزة القصة القصيرة في فعاليات ملتقى الإبداع الثقافي العماني الثاني بالنادي الثقافي بمسقط في ديسمبر عام 2003.
- جائزة تقديرية في التصوير الضوئي في الندوة المصاحبة لتشغيل القوى العاملة الوطنية الثالثة في يناير عام 2005.